# Кобесов, Чермен Николаевич
Кобесов Чермен Николаевич  — (род. 4 января 1996, Владикавказ, Республика Северная Осетия) российский спортсмен,  победитель и многократный призер чемпионатов мира, двукратный победитель и многократный призер чемпионатов Европы, многократный победитель чемпионатов России по легкой атлетике спорта лиц с поражением опорно-двигательного аппарата. Заслуженный мастер спорта России. Бронзовый призер Паралимпийских игр. Представляет РСО-Аланию и город Санкт-Петербург.

## Биография
Родился 4 января 1996 года в городе Владикавказ (РСО-Алания).
Образование – высшее. В 2021 году окончил Северо-Кавказский Горно-Металлургический Институт по специальности – Инженер промышленной электроники.
Тренируется в Спортивной школе олимпийского резерва по легкой атлетике, где и начал заниматься спортом в 2010 году.
Главная заслуга в приобщении к спорту принадлежит семье.
В паралимпийской сборной России с 2011 года.
Первые тренеры – Короев Владимир Владимирович и Гаглоев Валерий Согратович.
Тренер в настоящее время – Короев Владимир Владимирович, Заслуженный тренер России.
Женат.
В свободное время увлекается футболом, путешествует и читает книги.
Рекордсмен Мира по прыжкам в длину – Кобесов Чермен Николаевич

## Спортивные достижения
- Чемпион мира 2013 —[6][7] ;
- Чемпион Европы 2016[8][9]  — ;
- Чемпион всемирных играх Iwas 2015[10][11][12] — ;
- Бронзовый призер Параолимптйских игр Токио 2020[13][14][14] — ;